# 規制
規制（きせい、英: Regulation）とは、特定の目的の実現のために、許認可・介入・手続き・禁止などのルールを設け、物事を制限することをいう。
直接規制（政規規制）と間接規制に区別され、さらに直接規制は経済的規制と社会的規制に区別される

## 規制の目的
外部性の回避
環境規制・安全規制など
情報の非対称性による不利益の回避
品質表示・安全表示など
規模の経済性が存在することによる不利益の回避
発電所など大規模である方が効率がよい産業など
幼稚産業の育成や衰退産業の円滑な構造転換
参入規制など
食料需給調整
食料の価格安定など
公益性の実現・ユニバーサルサービスの達成・安全性の達成
郵便・通信・交通などにおける、参入規制・価格規制・撤退規制、有害物質の閾値規制・安全規制などがある

## 規制の類型
Command and Control型
命令と規制によって直接的に管理を行う手法。発生してはならないことを確実に防止するのに有効である。
経済的手法
外部性(社会的コスト)を価格に反映させるよう介入することで間接的に管理を進める手法。達成手段が各主体に委ねられ自由度が出ることで、完全市場下ではより経済的に効率的になるのが特徴。
完全競争市場実現のための諸規制
市場がうまく機能するための、市場規制・情報公開規制・市場ルールの整備など。
情報の非対称性の解消、モラルハザードの防止、逆選択の防止、独占禁止、情報公開、ラベリングなど